# Giorgia Meloni
Giorgia Meloni (født 15. januar 1977 i Rom) er en italiensk politiker, der har fungeret som Italiens premierminister siden 22. oktober 2022, og er den første kvinde til at besidde denne stilling. Hun har været medlem af Deputeretkammeret siden 2006 og har ledet det politiske parti Italiens Brødre (Fratelli d'Italia) siden 2014, og hun har været formand for alliancen af Europæiske Konservative og Reformister siden 2020.
I 1992 sluttede Meloni sig til Ungdomsfronten, ungdomsfløjen i den italienske sociale bevægelse (MSI), et neo-fascistisk politisk parti grundlagt i 1946 af tidligere tilhængere af den italienske fascistiske diktator Benito Mussolini. Hun blev senere den nationale leder af Azione Studentesca, studenterbevægelsen i Alleanza Nazionale (AN), et postfascistisk parti, der blev MSI's juridiske efterfølger i 1995 og bevægede sig i retning af nationalkonservatisme. Hun var rådmand i Rom-provinsen fra 1998 til 2002, hvorefter hun blev formand for Azione Giovani, ungdomsfløjen i AN. I 2008 blev hun udnævnt til italiensk ungdomsminister i Berlusconi IV-kabinettet, en rolle som hun havde indtil 2011. I 2012 var hun med til at stifte FdI, en juridisk efterfølger til AN, og blev dets præsident i 2014. Hun stillede uden held op til valget til Europa-Parlamentsvalget i 2014 og kommunalvalget i Rom i 2016. Efter det italienske parlamentsvalg i 2018 førte hun FdI i opposition under hele den 18. italienske valgperiode. FdI voksede sin popularitet i meningsmålinger, især under styringen af COVID-19-pandemien i Italien af Draghi-kabinettet, en national samlingsregering, som FdI var det eneste oppositionsparti til. Efter Draghi-regeringens fald vandt FdI det italienske valg i 2022.
En højrepopulist og nationalist, er hendes politiske holdninger blevet beskrevet som yderste højre, hvilket hun afviser. Hun beskriver sig selv som kristen og konservativ, og hun hævder at forsvare "Gud, fædreland og familie". Hun er modstander af abort, 
aktiv dødshjælp, ægteskab af samme køn og LGBT-forældre og siger, at kernefamilier udelukkende ledes af mand-kvinde par. Hendes diskurs omfatter femonationalisme-retorik og kritik af globalisering. Meloni støtter en flådeblokade for at standse immigrationen, og hun er blevet beskyldt for fremmedhad og islamofobi; hun har givet neokolonialismen skylden som årsagen til flygtningekrisen i Europa. Hun er tilhænger af NATO og fastholder euroskeptiske synspunkter vedrørende Den Europæiske Union, som hun beskriver som eurorealistisk, og var tilhænger af bedre forhold til Rusland før den russiske invasion af Ukraine i 2022, hvorefter hun lovede at blive ved med at sende våben til Ukraine. Meloni har dog givet udtryk for kontroversielle synspunkter, såsom at rose Mussolini, da hun var 19. I 2020 roste hun Giorgio Almirante, en civilminister i Mussolinis italienske sociale republik, som producerede racistisk propaganda og var med til at stifte MSI. Ikke desto mindre har Meloni sagt, at hun og hendes parti fordømmer både det fascistiske regimes undertrykkelse af demokratiet og indførelsen af de italienske racelove.
I 2022 var Meloni ifølge Forbes den syvende mest magtfulde kvinde i verden. Meloni har en datter, Ginevra, med sin partner Andrea Giambruno.